# 活性炭
活性炭（かっせいたん、英語: activated carbon）とは、吸着効率を高めるために化学的または物理的な処理（活性化、賦活）を施した多孔質の炭素を主な成分とする物質である。例えば、特定の物質を選択的に分離、除去、精製するなどの目的で用いられる。

## 概要

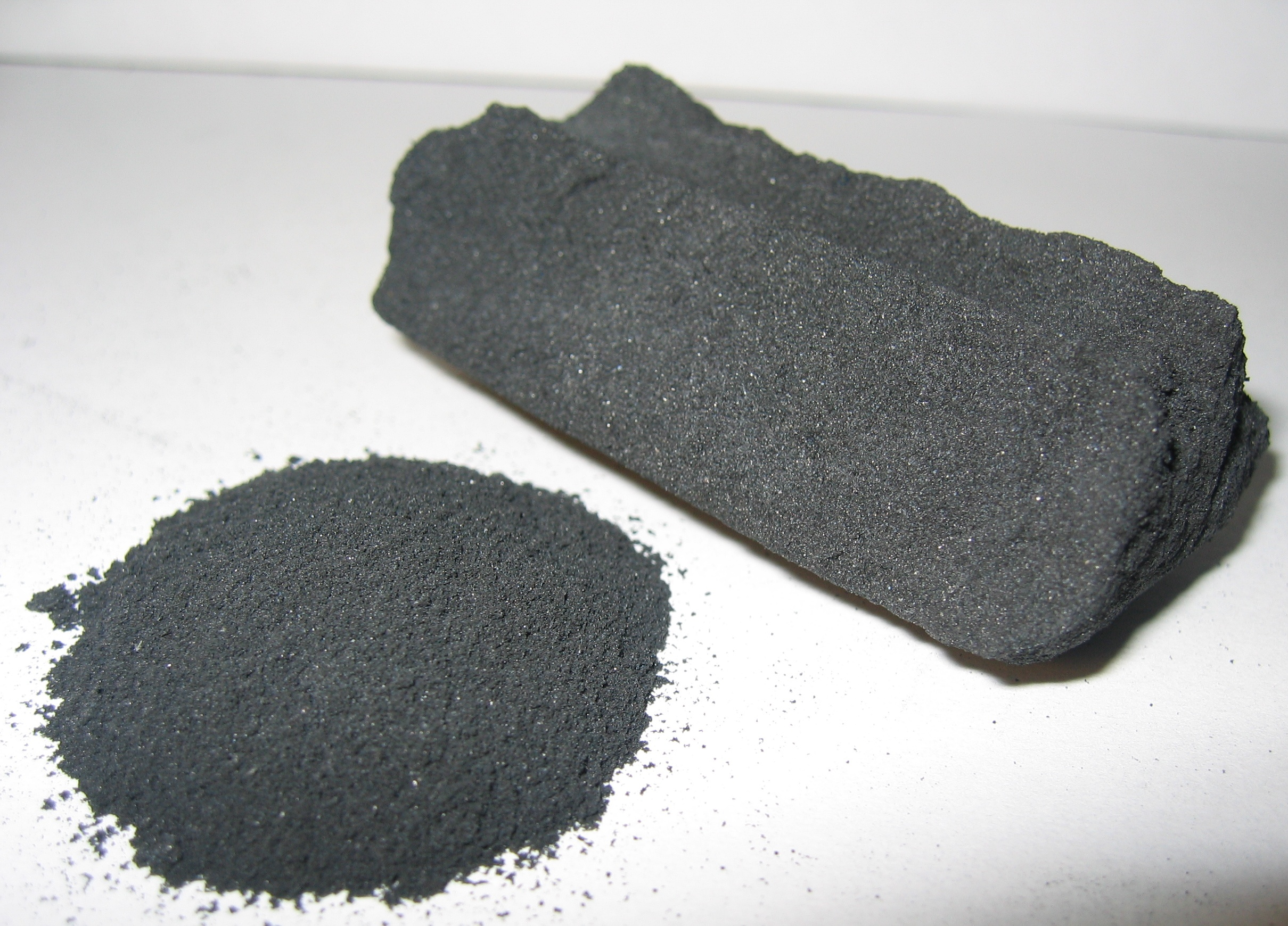
活性炭（Activated carbon）

活性炭は、大部分の炭素の他、酸素、水素、カルシウムなどからなる多孔質の物質である。多孔質であるために、体積の割りに広い表面積を持つため、多くの物質を吸着する性質がある。
ただし、活性炭は、どんな物質でも吸着できるわけではない。例えば、活性炭の表面は非極性の性質を持つため、水のような極性分子に対しては吸着力が低く、活性炭が持つ細孔よりも小さな粒状の有機物を選択的に吸着しやすい。他にも、不快なにおいの代表格であるアンモニアは、ガスの状態であれば活性炭に吸着されやすいのに対して、アンモニウムイオンは非常に吸着されにくいことにも、活性炭の表面が非極性的であることが関係している。アンモニアも極性分子ではあるものの、アンモニウムイオンは電子が1個不足した状態にまで完全に帯電しているため、例えば、アンモニウムイオンが溶け込んだ水を活性炭に通しても、水分子もアンモニウムイオンも活性炭にはほとんど吸着されずに通過する。また、毒物を誤飲した際などに活性炭を経口投与することもあるものの、これは消化管内で活性炭に吸着された毒物が、活性炭と共に大便として排泄されることを狙って行う処置であり、活性炭に吸着されやすい毒物が消化管内に残っていると考えられる時に限られる。
以上のようなことを総合的に判断した上で、活性炭は、脱臭や水質浄化、有害物質の吸着除去などに用いられる。
なお、活性炭に限らず、濾材は一般に表面積が広いものほど吸着速度が速いと言える。ただし、いくら表面積が広くとも吸着物質の総量は活性炭の嵩（かさ）を超える事はない。吸着性能は、試薬のメチレンブルーを吸着する能力で測定することが多い。
また、活性炭は、他の耐熱型の濾材と同じく、加熱・煮沸によって吸着物質を放出し再利用することが出来る。ただし、この処理の際に、吸着物質が放出されるため、換気など注意が必要である。

## 種類
活性炭は、材料、製法、用途によって、多彩な形状に加工することができる。例えば、単純に破砕したブロック状、さらに細かい粒状、より細かい粉末状と、サイズも様々である。また、繊維状、ハニカム構造状、円柱状など、成形を行うこともある。

### 原材料
活性炭の原材料としては、木・竹・椰子殻・胡桃殻などの植物性の原料が広く用いられている。特に、例えば椰子殻や胡桃殻などは、廃棄物が有効利用されている例であり、サトウキビから糖類を搾り取った搾り滓であるバガスなどからも、活性炭を生産する試みが行われている。
この他に、石炭や石油などが原材として用いられることもある。また、特殊なものでは獣骨や血液といった、動物性の原料を用いるものもある。

### 活性化の方法
活性化（賦活とも言う）の方法としては、原材料を800℃から950℃に加熱し、水蒸気や空気などの気体中で炭化させる「高温炭化法」が一般的で、これを物理法と言う。
他に塩化亜鉛などの化学薬品を使って処理した上で加熱することで、多孔質にする方法もあり、これを化学法と言う。

## 用途

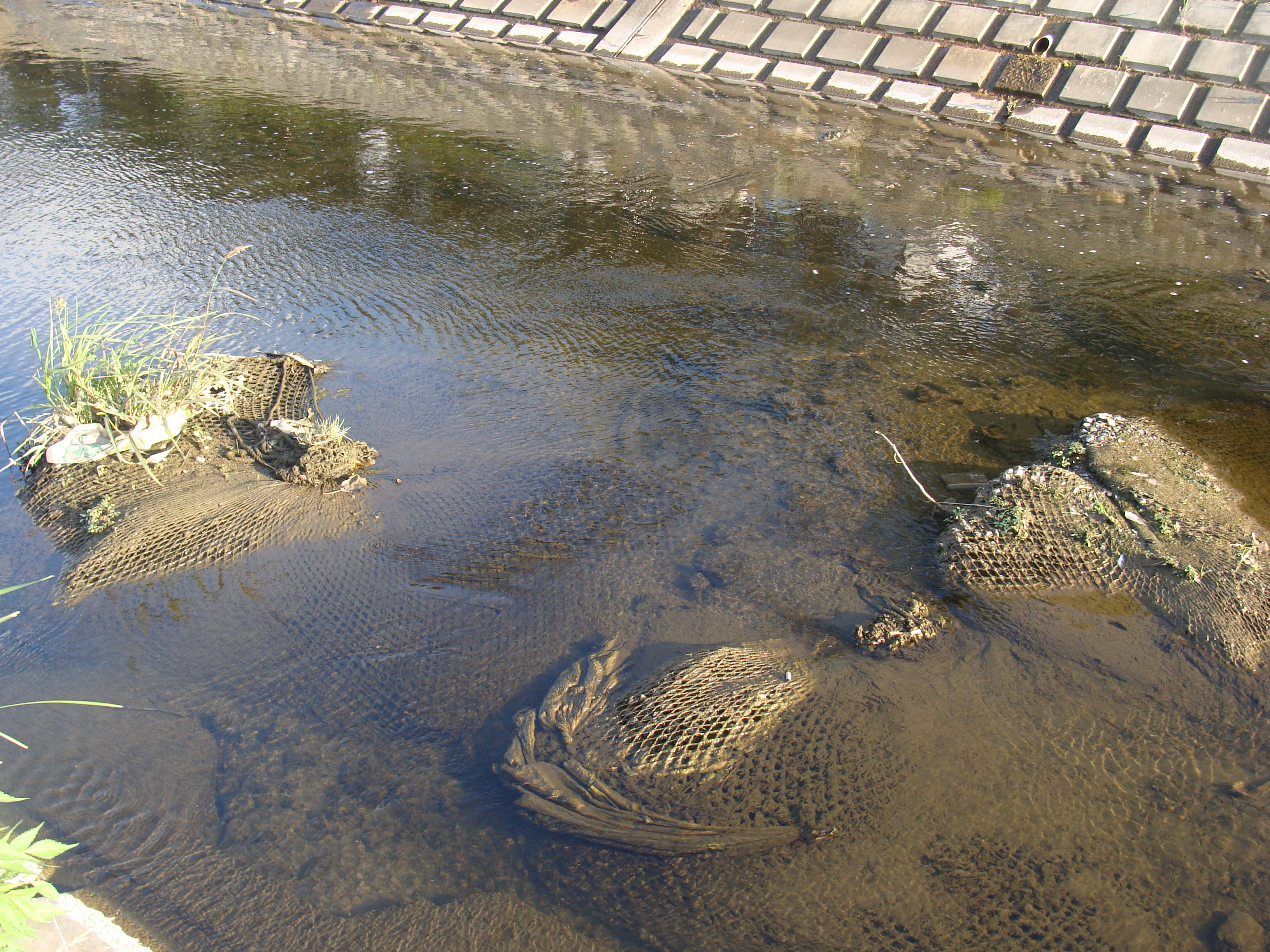
川の浄化のために活性炭入りの袋が川底に置かれている。大栗川の例。

### 医療・健康
- 過剰摂取時の解毒剤 - 活性炭に吸着されやすい薬物を過剰に摂取した場合、消化管内に未吸収で残っている薬物を活性炭に吸着させ、そのまま大便として排泄させることを狙って経口投与される[1]。ただし強酸、強アルカリ、メタノールやエタノールなどアルコール類、エチレングリコール、重金属などは吸着しにくく、また腸管閉塞や消化管穿孔では禁忌となるため、担当医の判断を要する。
- 慢性腎不全用薬（球形吸着炭） - 経口投与することで、消化管内で尿毒症の原因となる分子を吸着して、そのまま大便として排泄させる[1][2]。透析導入を遅らせるために用いる[1]。
- その他、サプリメント（健康補助食品）として俗に「腸内洗浄によい」「老廃物の排泄によい」などされ販売されているが、急性毒性に対する標準的治療（過剰摂取等時の解毒剤）としての利用を除いては、その有効性については信頼できる十分な情報が見当たらないことに加え、主に慢性使用で消化器障害を中心とした被害事例が報告されている[3]。

### 液相処理
- 上水処理 - 粉末状・粒状の活性炭は有機物のほかにジェオスミンや2-MIBなどのカビ臭物質、トリハロメタンやその前駆物質を除去できる。また外表に微生物を住まわせた（生物膜を形成した）生物活性炭による、より積極的な有機物の分解も可能であるが、粒状および生物活性炭は専用の処理施設が必要となる。
- 河川浄化 - 主に、活性炭に微生物を住まわせることによって微生物による有機物の分解を狙う。
- 浄水器 - 活性炭による吸着を狙って、浄水器内に設置される場合がある。
- 試薬・医薬品製造 - 不純物の吸着除去などに用いる。

### 気相処理
- 脱臭剤 - 臭気のある分子を吸着して気相中から除去する。
- 空気清浄機 - 空気中からエアロゾルなどを吸着除去する。
- 紙巻きたばこのフィルター
- ガスマスクの吸収缶 - 空気中に含まれる有毒ガスを吸着除去する。ただし、全ての有毒ガスを除去できるわけではないため、用途によって活性炭が使用されていない吸収缶も存在する。
- 使い捨てカイロ

なお、外観や成分は似ているものの、用途が異なる点から、燃料としての木炭と活性炭は別物として区別される。ただし、活性炭を廃棄する際に、特に脱臭剤として用いた物であれば、燃料として用いることも可能ではある。

## 生産
活性炭の平成28年度日本国内生産量は 50,386トン、工業消費量は 2,393トンである。